# 新道町 (豊川市)
新道町（しんみちちょう）は、愛知県豊川市にある地名。現行行政地名は新道町一丁目及び新道町二丁目。

## 地理
豊川市中央部に位置し、東は萩山町、西は代田町、南東は下野川町、南西は蔵子、北は諏訪に接している。

## 歴史

### 沿革
- 1960年（昭和35年）2月21日 - 牛久保町（新道・向漆・代田・森山・低海・中代田・蔵子堺・萩山・下野川向）の一部より、新道町一〜二丁目が成立[1]。

## 世帯数と人口
2019年（平成31年）3月31日現在の世帯数と人口は以下の通りである。
| 町丁   | 世帯数  | 人口    |
| ------ | ------- | ------- |
| 新道町 | 743世帯 | 1,495人 |

### 人口の変遷
国勢調査による人口の推移
| 1995年（平成7年）  | 2,006人 | [ 6 ]  |  |
| 2000年（平成12年） | 1,704人 | [ 7 ]  |  |
| 2005年（平成17年） | 1,606人 | [ 8 ]  |  |
| 2010年（平成22年） | 1,339人 | [ 9 ]  |  |
| 2015年（平成27年） | 1,433人 | [ 10 ] |  |

## 学区
市立小・中学校に通う場合、学区は以下の通りとなる。また、公立高等学校に通う場合の学区は以下の通りとなる。
| 丁目         | 区域                           | 小学校             | 中学校             | 高等学校 |
| ------------ | ------------------------------ | ------------------ | ------------------ | -------- |
| 新道町一丁目 | 市道萩山二丁目新道一丁目線以北 | 豊川市立代田小学校 | 豊川市立代田中学校 | 三河学区 |
| 新道町一丁目 | 市道萩山二丁目新道一丁目線以南 | 豊川市立中部小学校 | 豊川市立南部中学校 | 三河学区 |
| 新道町二丁目 | 全域                           | 豊川市立中部小学校 | 豊川市立南部中学校 | 三河学区 |

## 施設
- 愛知県立豊川工科高等学校
- 豊川市勤労福祉会館
- 新道第2公園
- 新道公園(近隣公園)
  - 豊川市交通児童遊園

## その他

### 日本郵便
- 郵便番号 : 442-0878[4]（集配局：豊川郵便局[13]）。

## 参考資料
- 新編豊川市史編集委員会 編『新編豊川市史 第八巻 資料編 現代』2002年。